# Football Federation American Samoa
Die Football Federation American Samoa (FFAS) ist der Aufsichtsrat des Fußballs in Amerikanisch-Samoa. Sie wurde 1984 gegründet und wurde 1998 Mitglied der FIFA und der Oceania Football Confederation. Sie organisiert die Nationale Fußballliga und die amerikanisch-samoanische Fußballnationalmannschaft. Die höchste Spielklasse der Männer ist die FFAS Senior League.

## Rekord-Niederlage
Die FFAS erlitt die schwerste Niederlage in der Geschichte des internationalen Fußballs, als die Amerikanisch-Samoanische Nationalmannschaft während der Qualifikationsrunde für die Fußball-Weltmeisterschaft 2002 gegen die australische Fußballnationalmannschaft am 11. April 2001 mit 0:31 verlor. In dieser Qualifikationsrunde verlor Amerikanisch-Samoa alle vier Spiele (gegen Fidschi 0:13, gegen Samoa 0:8, gegen Australien 0:31 und gegen Tonga 0:5) und schoss bei 57 Gegentoren selbst kein einziges Tor.
Bei der Qualifikation zur Fußball-Weltmeisterschaft 2006 schnitt die Nationalmannschaft etwas besser ab, da Natia Natia bei der 1:9-Niederlage gegen Vanuatu das erste und bisher einzige offizielle Tor für Amerikanisch-Samoa bei einer FIFA-Weltmeisterschafts-Qualifikation erzielte. Insgesamt verlor die Mannschaft jedoch wieder alle vier Qualifikationsspiele, mit einer Tordifferenz von 1:34.
Bei der Qualifikation zur WM 2010 in Südafrika verlor Amerikanisch-Samoa erneut alle 4 Spiele. Nach Niederlagen gegen die Salomonen, Vanuatu, Samoa und Tonga schied man mit einer Tordifferenz von 1:38 aus. Das einzige Tor, das bejubelt werden konnte, war der 1:5-Ehrentreffer von Ramin Ott im Spiel gegen die Salomonen (Endstand: 1:12).